# Кірк Гайнріх

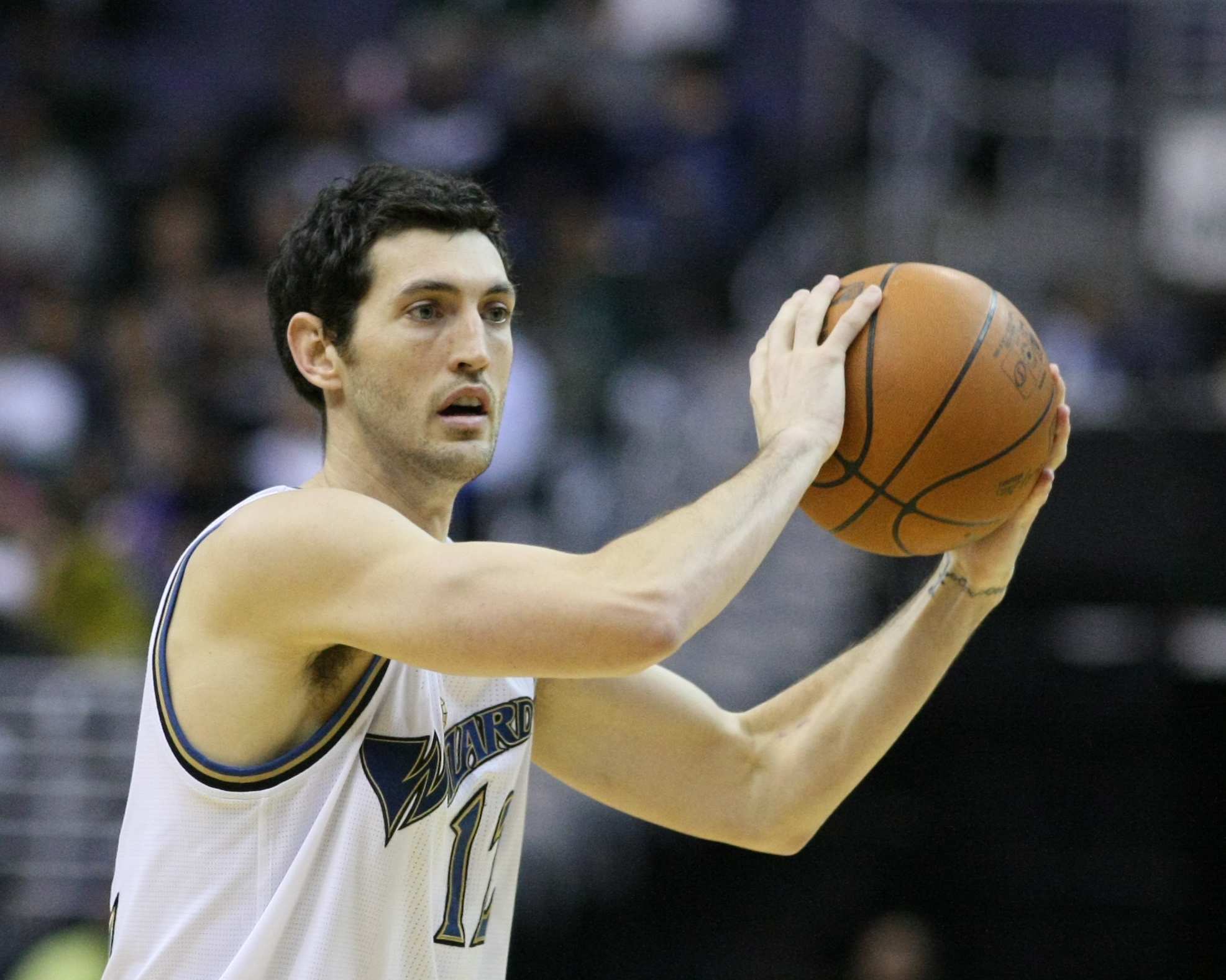
Кірк Гайнріх у складі «Візардс»

Кірк Джеймс Га́йнріх (англ. Kirk James Hinrich; 2 січня 1981) — американський професійний баскетболіст. Виступає за команду НБА «Чикаго Буллз» під 12 номером. Позиція — розігрувач.

## Кар'єра у НБА
Гайнріх був обраний на драфті 2003 під 7 загальним номером «Чикаго Буллз». У шкільні роки Гайнріх виступав на позиції атакуючого захисника, але він був занадто малим для того, щоб грати на цій позиції професійно; крім того, «Буллз» потребували саме розігрувача через травму Джея Вільямса.
Протягом дебютного сезону в НБА Гайнріх продемонстрував, що він достойний місця в стартовій п'ятірці (із 76 ігор, в котрих він взяв участь, Кірк лише 10 розпочинав на лаві запасних; у середньому за гру Кірк проводив на майданчику 35 хвилин). Гайнріх — єдиний новачок сезону 2003-04, котрий записав у свій актив трипл-дабл (це сталось 28 лютого 2004 року; Кірк набрав за гру 11 очок, 12 підбирань та 10 результативних передач). За підсумками сезону Гайнріха було обрано найціннішим гравцем «Буллз». Також він потрапив у першу п'ятірку новачків НБА (разом з такими гравцями, як Кріс Бош, Леброн Джеймс, Кармело Ентоні та Двейн Вейд).
«Буллз» розпочали сезон 2004-05 з 9 поразок поспіль. Після цього Гайнріха перемістили на позицію атакуючого захисника; було проведено і ряд інших змін у тактичній побудові. Команда змогла повернутись у верхню половину таблиці, завершивши сезон з 47 перемогами (при 35 поразках). Таким чином, «Буллз» стали першою командою в історії, котра потрапила у плей-оф після 9 поразок поспіль на старті сезону. За підсумками сезону Гайнріх покращив свої показники у результативності, кількості підбирань та перехоплень, точності кидків з гри.
За підсумками сезону 2006-07 Гайнріх потрапив у другу команду захисників НБА.
У сезоні 2007-08 Гайнріх взяв участь у 75 іграх регулярної першості, у 72 з них — виходив у стартовій п'ятірці. Причина пропусків — незначні травми.
23 січня 2008 Гайнріх встановив особистий рекорд результативності в матчі НБА, набравши 38 очок.
У сезоні 2008-09 до команди приєднався Деррік Роуз, Гайнріх втратив місце у стартовій п'ятірці.
8 липня 2010 року Гайнріх перейшов у «Вашингтон Візардс».
23 лютого 2011 року Гайнріх перейшов у «Гокс».
23 липня 2012 Гайнріх повернувся у «Буллз». Він підписав з клубом конракт тривалістю 2 роки.
13 липня 2014 Гайнріх підписав новий контракт на суму $ 5,6-мільйоннів.

### Статистика кар'єри в НБА

#### Регулярний сезон
| Сезон   | Команда           | GP  | GS  | MPG  | FG%  | 3P%  | FT%  | RPG | APG | SPG | BPG | PPG  |
| ------- | ----------------- | --- | --- | ---- | ---- | ---- | ---- | --- | --- | --- | --- | ---- |
| 2003–04 | Чикаго Буллз      | 76  | 66  | 35.6 | .386 | .390 | .804 | 3.4 | 6.8 | 1.3 | .3  | 12.0 |
| 2004–05 | Чикаго Буллз      | 77  | 77  | 36.4 | .397 | .355 | .792 | 3.9 | 6.4 | 1.6 | .3  | 15.7 |
| 2005–06 | Чикаго Буллз      | 81  | 81  | 36.5 | .418 | .370 | .815 | 3.6 | 6.3 | 1.2 | .3  | 15.9 |
| 2006–07 | Чикаго Буллз      | 80  | 80  | 35.5 | .448 | .415 | .835 | 3.4 | 6.3 | 1.3 | .3  | 16.6 |
| 2007–08 | Чикаго Буллз      | 75  | 72  | 31.7 | .414 | .350 | .831 | 3.3 | 6.0 | 1.2 | .3  | 11.5 |
| 2008–09 | Чикаго Буллз      | 51  | 4   | 26.3 | .437 | .408 | .791 | 2.4 | 3.9 | 1.3 | .4  | 9.9  |
| 2009–10 | Чикаго Буллз      | 74  | 53  | 33.5 | .409 | .371 | .752 | 3.5 | 4.5 | 1.1 | .3  | 10.9 |
| 2010–11 | Вашингтон Візардс | 48  | 29  | 30.6 | .452 | .384 | .876 | 2.7 | 4.4 | 1.2 | .2  | 11.1 |
| 2010–11 | Атланта Гокс      | 24  | 22  | 28.6 | .432 | .421 | .667 | 2.2 | 3.3 | .8  | .3  | 8.6  |
| 2011–12 | Атланта Гокс      | 48  | 31  | 25.8 | .414 | .346 | .781 | 2.1 | 2.8 | .8  | .2  | 6.6  |
| 2012–13 | Чикаго Буллз      | 60  | 60  | 29.4 | .377 | .390 | .714 | 2.6 | 5.2 | 1.1 | .4  | 7.7  |
| 2013–14 | Чикаго Буллз      | 73  | 61  | 29.0 | .393 | .351 | .760 | 2.6 | 3.9 | 1.1 | .4  | 9.1  |
| 2014–15 | Чикаго Буллз      | 66  | 22  | 24.4 | .373 | .345 | .700 | 1.8 | 2.2 | .7  | .2  | 5.7  |
| 2015–16 | Чикаго Буллз      | 35  | 7   | 15.9 | .398 | .411 | .938 | 1.7 | 1.7 | .4  | .0  | 3.8  |
| 2015–16 | Атланта Гокс      | 11  | 0   | 6.9  | .182 | .167 | .000 | 1.1 | 1.3 | .2  | .1  | .5   |
| Кар'єра | Кар'єра           | 879 | 665 | 30.7 | .411 | .375 | .800 | 2.9 | 4.8 | 1.1 | .3  | 10.9 |

#### Плей-оф
| Сезон   | Команда      | GP | GS | MPG  | FG%  | 3P%  | FT%   | RPG | APG | SPG | BPG | PPG  |
| ------- | ------------ | -- | -- | ---- | ---- | ---- | ----- | --- | --- | --- | --- | ---- |
| 2005    | Чикаго Буллз | 6  | 6  | 35.5 | .450 | .515 | .690  | 3.7 | 5.8 | 2.0 | .7  | 21.2 |
| 2006    | Чикаго Буллз | 6  | 6  | 39.0 | .415 | .346 | .857  | 3.3 | 7.7 | 1.3 | .3  | 20.5 |
| 2007    | Чикаго Буллз | 10 | 10 | 36.2 | .376 | .302 | .769  | 4.2 | 7.5 | .9  | .3  | 12.1 |
| 2009    | Чикаго Буллз | 7  | 0  | 30.0 | .468 | .433 | .680  | 2.7 | 2.9 | 1.7 | .4  | 12.6 |
| 2010    | Чикаго Буллз | 5  | 5  | 39.2 | .423 | .500 | .714  | 4.4 | 4.0 | 1.4 | .0  | 12.4 |
| 2011    | Атланта Гокс | 6  | 6  | 28.8 | .500 | .421 | 1.000 | 2.3 | 2.7 | 1.2 | .3  | 10.2 |
| 2012    | Атланта Гокс | 6  | 4  | 23.5 | .433 | .375 | 1.000 | 2.0 | 1.0 | .7  | .0  | 5.7  |
| 2013    | Чикаго Буллз | 4  | 4  | 40.5 | .432 | .364 | .643  | 2.8 | 5.8 | 2.0 | .3  | 11.3 |
| 2014    | Чикаго Буллз | 5  | 5  | 33.4 | .411 | .368 | .500  | 3.0 | 4.4 | .8  | .2  | 11.0 |
| 2015    | Чикаго Буллз | 10 | 0  | 12.6 | .474 | .600 | .667  | 0.5 | 1.1 | .3  | .1  | 2.6  |
| Кар'єра | Кар'єра      | 65 | 46 | 30.5 | .430 | .408 | .744  | 2.8 | 4.2 | 1.1 | .3  | 11.4 |